# Herbert Bastian
Herbert Bastian (* 10. Dezember 1952 in Emmersweiler) ist ein deutscher Schachspieler, -lehrer und -funktionär.

## Schachspieler

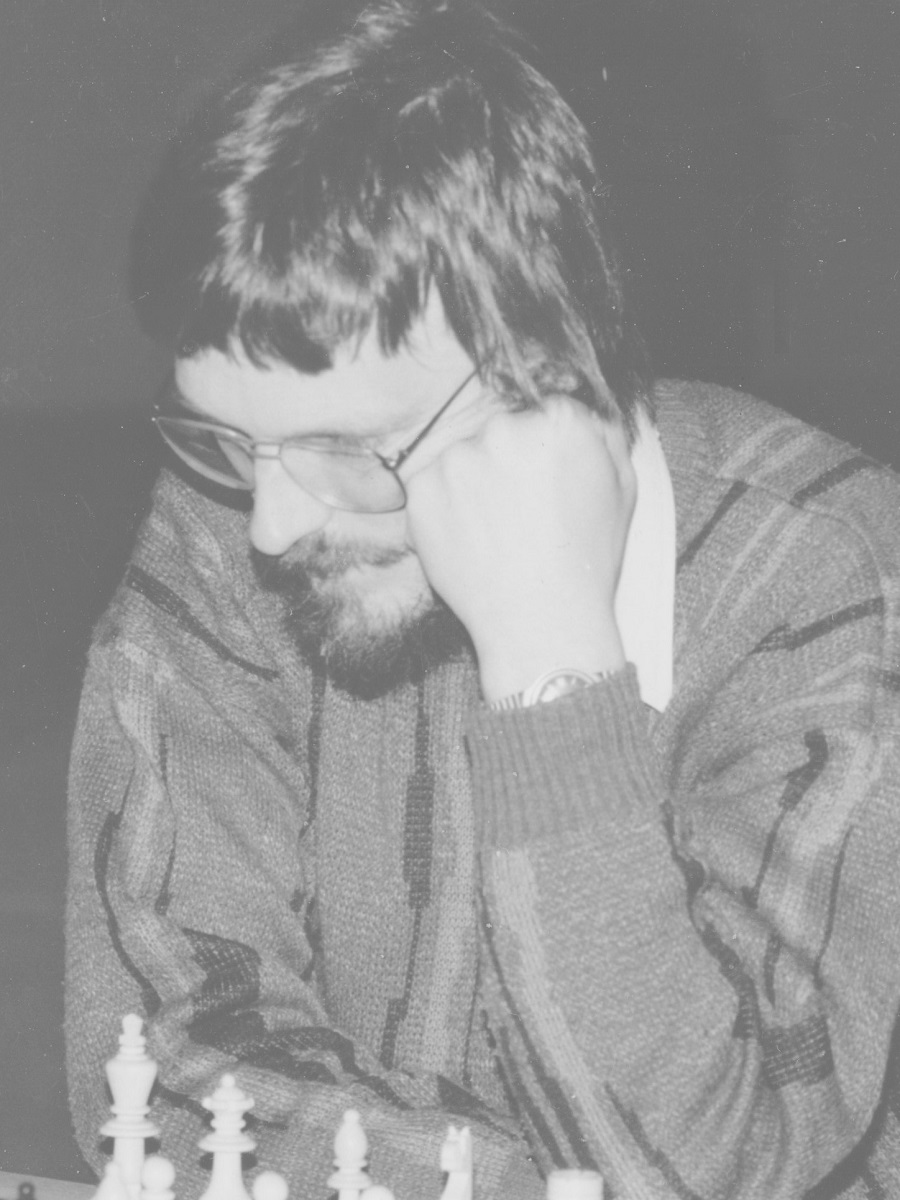
Herbert Bastian als er für den Münchener SC 1836 spielte.

Bastian trägt seit 2005 den Titel Internationaler Meister des Weltschachverbandes FIDE. Die Normen hierfür erreichte er 1981 bei einem Großmeister-Turnier in Baden-Baden, im Februar 2004 bei der Deutschen Meisterschaft in Höckendorf und im März 2005 in der französischen 2. Liga.
Im Jahre 1972 nahm er erstmals an einer Deutschen Einzelmeisterschaft teil, und zwar in Oberursel. 1976 gewann er den Dähne-Pokal. Im Juli 1981 siegte er in Baden-Baden gegen Viktor Kortschnoi, der damals zur Weltspitze zählte. 1982 wurde er in Bad Neuenahr geteilter Zweiter zusammen mit Peter Ostermeyer bei der Deutschen Meisterschaft, die Manfred Glienke gewann. 1983 nahm Bastian mit der deutschen Nationalmannschaft an der Mannschaftseuropameisterschaft in Plowdiw teil. Im März 2002 gewann der Saarländer den Dorint-Cup in Bad Brückenau, im Dezember 2004 das R2C2-Weihnachtsopen in Paris. Im April 2010 wurde er in Homburg zum 20. Mal Saarländischer Schach-Einzelmeister, seinen ersten Titel errang er 1972.
Sein erster Verein war der SC Emmersweiler, dem er 1966 beitrat. Von 1982 bis 1992 spielte Bastian für München 1836 in der deutschen Schachbundesliga, wobei er in der 1. Liga nur einen Wettkampf versäumte. Inzwischen spielt er in der Oberliga Südwest für die Schachvereinigung Saarbrücken, mit der er auch schon in der 2. Bundesliga spielte. In den französischen Ligen Nationale 1 und Nationale 2 spielt er seit 2002 für den Lothringer Verein Épinal am zweiten und am Spitzenbrett.
Seit 1991 betreut er die Rubrik Schachecke in der Saarbrücker Zeitung, die er von Otto Benkner übernahm, der sie seit 1948 betreut hatte.

## Schachfunktionär

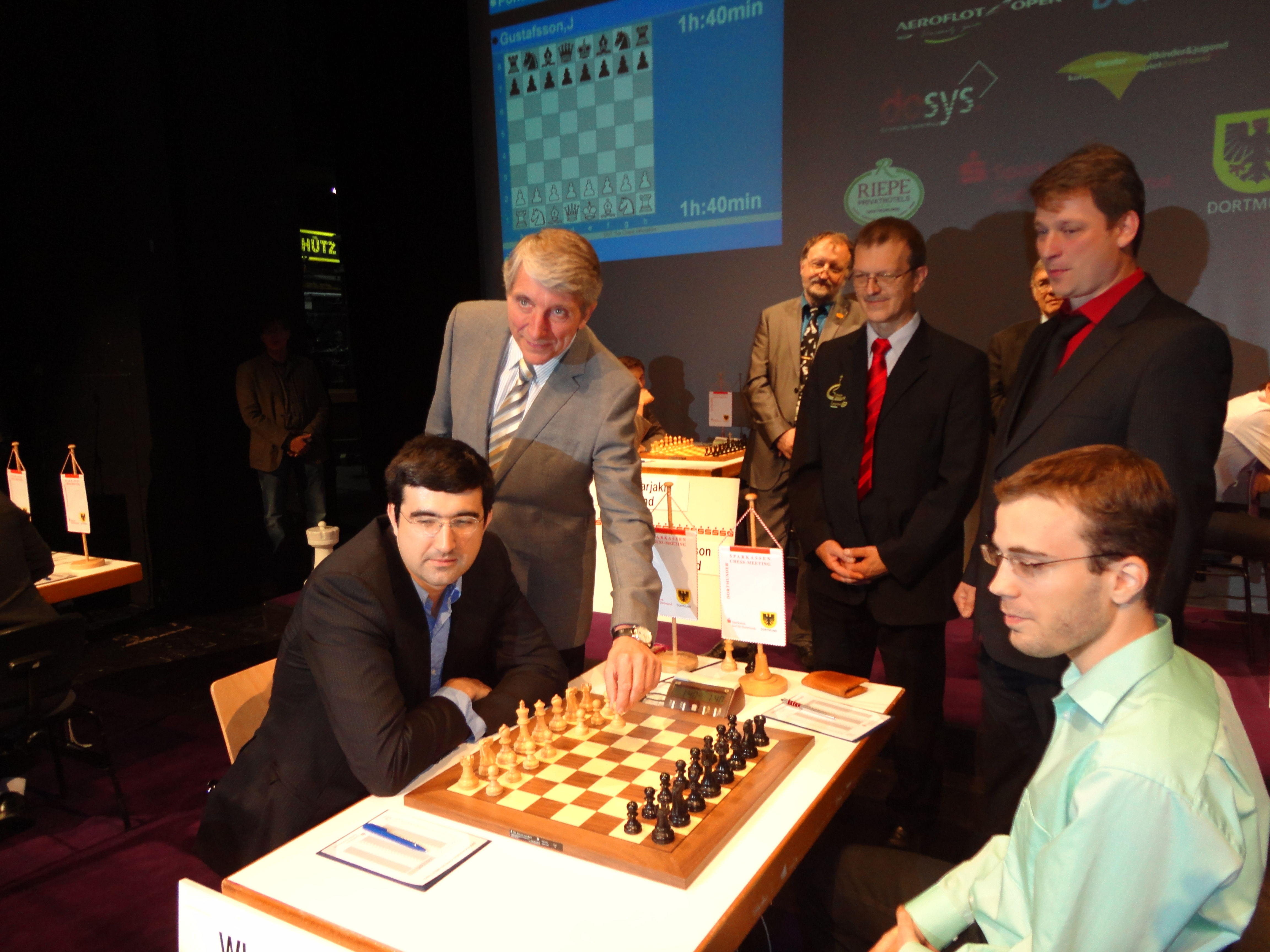
Bastian, 2012 beim Start der Dortmunder Schachtage, links Wladimir Kramnik

Bastian war von 1992 bis 2016 Präsident des Saarländischen Schachverbandes. Er ist Sprecher des Arbeitskreises der Landesverbände und zusätzlich Mitglied der Ausbildungskommission des Deutschen Schachbundes (DSB). Er ist auch als Inhaber eines A-Trainerscheins in der Trainerausbildung engagiert. 1998 war er einer der Initiatoren und Mitgestalter des Schachsportabzeichens. Im Mai 2009 kandidierte er für das Amt des DSB-Präsidenten, unterlag jedoch im ersten Wahlgang dem Amtsinhaber Robert von Weizsäcker. Bei der erneuten Kandidatur im Juni 2011 vermochte er sich mit 127 zu 78 Stimmen gegen Hans-Jürgen Weyer durchzusetzen. Nachdem bei der Wahl zum DSB-Präsidenten am 27. Mai 2017 weder Bastian noch sein Gegenkandidat Ullrich Krause im ersten Wahlgang eine absolute Mehrheit erhielten, trat Bastian zum zweiten Wahlgang nicht mehr an.
Beim FIDE-Kongress in Tromsø 2014 wurde Bastian zu einem der Vizepräsidenten des Weltschachbundes gewählt. Im Dezember 2017 verlieh ihm der Deutsche Olympische Sportbund die Ehrennadel. Im Jahre 2020 wurde ihm das Bundesverdienstkreuz am Bande verliehen.

## Außerschachliches
Hauptberuflich unterrichtete Bastian Physik und Mathematik an der Leonardo-da-Vinci-Gemeinschaftsschule in Riegelsberg und war Assistent für Experimentalphysik an der Universität des Saarlandes.

## Veröffentlichungen
- Schach – Grundkurs 1 (Regeln). Arbeitsheft B49671, Stiftung Deutsches Schulschach.
- Schach – Grundkurs 2 (Eröffnungen). Arbeitsheft B49681, Stiftung Deutsches Schulschach.
- Schach – Grundkurs 3 (Mittelspiel). Arbeitsheft B49925, Stiftung Deutsches Schulschach, 2005.
- Schach – Grundkurs 4 (Endspiel). Arbeitsheft B51179, Stiftung Deutsches Schulschach, 2014.
- Beiträge zur Schachdidaktik in Jugendschach 02/2006, ISSN 0944-1697.
- Die geheime Leidenschaft des Gaspard Monge, in: SCHACH, 10/2017, S. 32–43.